# ابراهیم آژنگ
ابراهیم آژنگ از موسیقی‌دانان دورهٔ مظفری بود. از تاریخ دقیق تولد و مرگ وی اطلاعی در دست نیست.

## زندگی‌نامه
او موسیقی را در بخش مدرسهٔ نظام آغاز کرد. بعد از یک سال که به آموزش موسیقی پرداخت، به نزد مسیو لومر فرانسوی به تحصیل پرداخت.
لومر سرپرست دسته‌های موزیک نظام بود که بعدها با تأسیس شعبهٔ موزیک در دارالفنون سرپرست آن بخش هم شد.
آژنگ به مدرسهٔ نظام رفت و تا سروانی ترقی کرد. ذوق وی به آموختن ویولن، وی را نزد مسیو دیوال کشاند.
علاقهٔ او به ویولن چنان بود که پس از مدتی به ابراهیم ویولنی معروف شد.
«وی به دستور شاه در مهمانی‌های دربار، که برای خارجیان برپا می‌شد، ویلن می‌نواخت.»
پس از چندی، آژنگ به مناسبی چون ریاست دستهٔ موزیک لاریجان در ۱۲۹۲ ش کلاس موزیک دارالفنون رسید.
در ۱۲۹۷ ش، با درجهٔ سلطانی (سروانی)، به سمت ریاست موزیک گارد نصرت منصوب شد.
وی برای تدریس موسیقی به ویژه ویلن در خانه خود کلاس دایر کرد. این شاید از اولین کلاسهای موسیقی علمی در ایران باشد. چون با موسیقی ایرانی آشنایی نداشت نزد میرزا آقا حسینقلی استاد برجسته تار دستگاه‌های موسیقی ایرانی را فرا گرفت و به وی پیشنهاد کرد دوره کاملی از موسیقی ایرانی را از روی ساز وی به نت بیاورد. میرزا حسینقلی نپذیرفت و آن را کاری مشکل یا ناممکن می‌دانست. اما آژنگ پس از پافشاری زیاد، سرانجام موفق شد تمامی دستگاه‌های موسیقی ایرانی را از روی پنجه استاد تعلیم گرفته و ردیفهای آن استاد بزرگ را با استادی و مهارت تمام نت کند. همچنین همراه با این کار عظیم، توانست برای تمام دستگاه‌ها پیش‌درآمد، رنگ و تصنیفهای زیبایی بسازد.
آژنگ به کمک شاهزاده احمد میرزا خسروانی، اپرای به نام دکتر ریاضی‌دان ساخت که چندین بار به نمایش درآمد، وی پیش‌درآمدهایی نیز ساخته‌است از جمله پیش‌درآمد شوشتری و ماهور و مخصوصاً پیش‌درآمد راست‌پنج‌گاه که تا آن تاریخ کسی در این دستگاه آهنگ نساخته بود.
پیش از گشایش رادیو، آژنگ معاون هنرستان عالی موسیقی بود. این هنرستان تحت نظر غلامحسین مین باشیان اداره می‌شد در ۱۳۱۹ش که رادیو افتتاح شد آژنگ سرپرستی نوازندگان رادیو را به عهده گرفت و بیش از یک سال آن شغل را به عهده داشت وی به موسیقی سنتی ایران علاقه فراوانی داشت، بیش تر قطعاتی که در ردیف‌های موسیقی سنتی ساخته‌است در زمان تصدی خود در سمت معاونت اداره موسیقی به اجرا گذارد.
۱-جشن باستان ۲- شادزی – بنگریتا در آن شمار است.
آژنگ چند مارش نظامی نیز نوشت که در موزیک ارتش به اجرا درمی‌آمد «ارتش و آهن» از آن جمله است آژنگ آهنگ سازی پیرو درویش‌خان و رکن‌الدین خان بود که هر دو از نوازندگان بزرگ دوره ناصری بودند از شاگردان مشهور او می‌توان از مرتضی محجوبی و شهباز برمکی نام برد.

## آثار
- ساخت پیش‌درآمد و رنگ و تصنیف برای همه دستگاه‌ها
- تنظیم قطعاتی برای موسیقی ایرانی
- ساخت چند مارش نظامی که از زمان وی به بعد در موزیک ارتش مورد استفاده قرارگرفت.
- تنظیم و ساخت اپرای (دکتر ریاضی‌دان) که با کمک فکری شاهزاده احمد میرزا به اجرا درآمد و با استقبال مردم مواجه شد.